# Stolniceni-Prăjescu

## Fekvése
A DJ208-as út mellett, Páskán déli szomszédjában fekvő település.

## Története
Községközpont, három falu: Stolniceni-Prăjescu, Brătești és Kozmest (Cozmești) tartozik hozzá.
A 2002-es népszámláláskor 5617 lakosa volt, melyből 62,92% románnak, 7,25% cigánynak vallotta magát. A lakosság 76,74%-a ortodox, 3,48%-a római katolikus, a többi egyéb.

## Nevezetességek

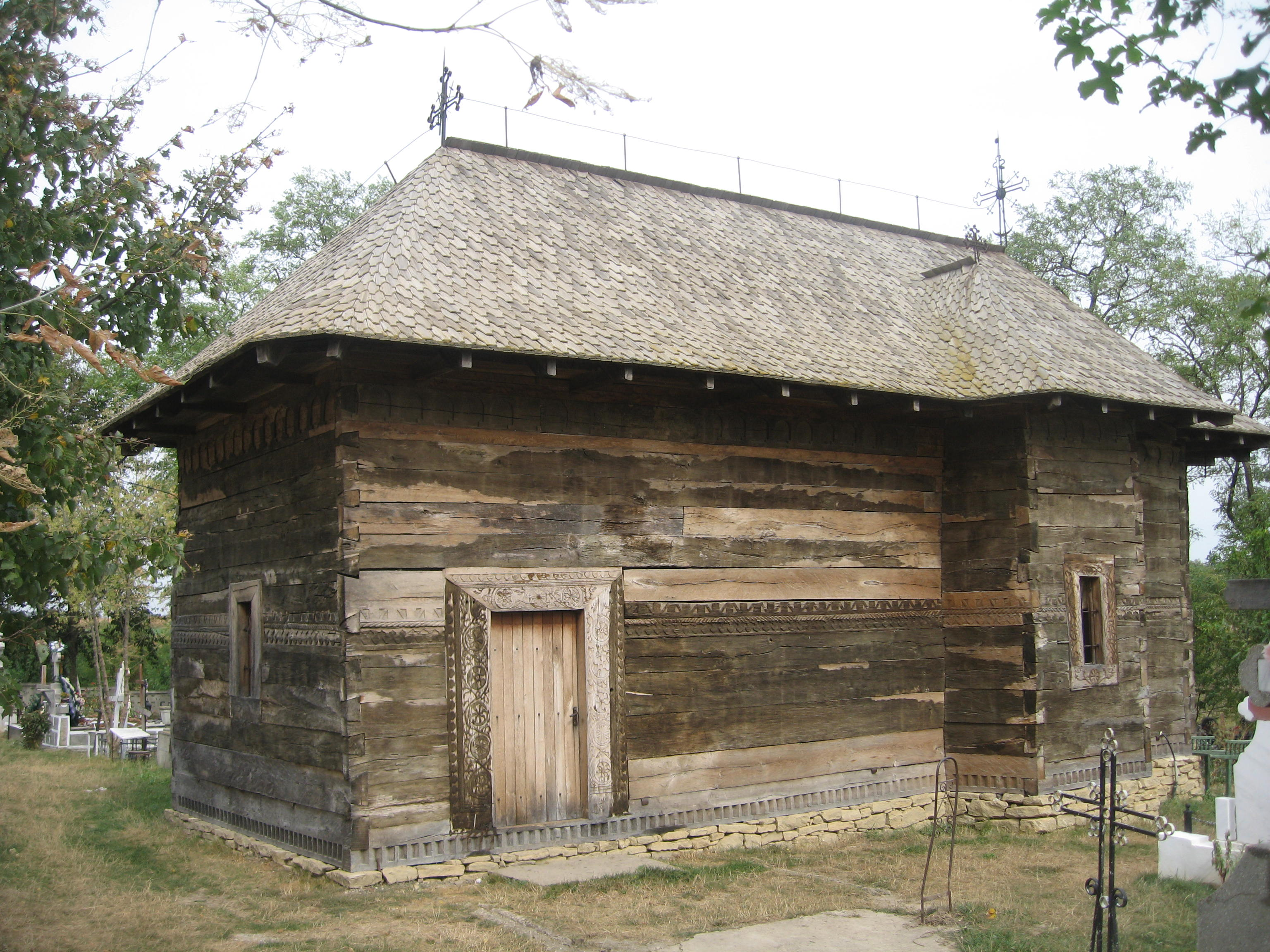

- Fatemploma - 1733-ban épült, a falutól északra egy dombon, az egykori Purcileşti falu temetőjében található.